# ماریو فرناندز (بازیکن فوتبال، زاده ۱۹۸۸)
ماریو فرناندز (انگلیسی: Mario Fernández؛ زادهٔ ۳۰ آوریل ۱۹۸۸) بازیکن فوتبال اهل اسپانیا است.
از باشگاه‌هایی که در آن بازی کرده‌است می‌توان به باشگاه فوتبال راسینگ سانتاندر، باشگاه فوتبال رایو وایکانو، و باشگاه فوتبال اوساسونا اشاره کرد.
وی همچنین در تیم ملی فوتبال زیر ۱۹ سال اسپانیا بازی کرده‌است.